# Donore (comté de Meath)
Pour les articles homonymes, voir Donore.
Donore est un village situé dans le comté de Meath en Irlande, près de la ville de Drogheda.
Au XVIIe siècle, le village était une position défensive de l'armée du roi Jacques II d'Angleterre pendant la bataille de la Boyne.